# Московско-Казанская железная дорога (СССР)
Московско-Казанская железная дорога — железная дорога, существовавшая в РСФСР и СССР.
Управление дороги находилось в Москве, по адресу Краснопрудная улица, дом 20.
Возникла в 1918 году в результате национализации акционерного общества Московско-Казанской железной дороги. В том же году были пущены в эксплуатацию участки Арзамас — Шихраны, Агрыз — Воткинск, Юдино — Дербышки. В условиях Гражданской войны продолжалось строительство Казанбургской железной дороги: сквозное движение по ней было открыто в 1920 году, однако полноценная эксплуатация этой дороги началась в 1924 году. В 1926 году участок Дружинино — Свердловск передан Пермской железной дороге. Во второй половине 1920-х годов были построены участки Зелёный Дол — Йошкар-Ола и Казань — Дербышки.
В 1929-1930 годах в состав МКЖД вошёл участок Рязань — Мичуринск и участки Сызрано-Вяземской железной дороги, в состав Пермской и Самаро-Златоустовской железных дорог были переданы участки Янаул — Дружинино и Инза — Ульяновск соответственно.
В 1935 году была сдана в эксплуатацию линия Зелёный Дол — Волжск. По состоянию на этот год длина путей МКЖД составляла 4675 км, из которых 1393 км (29,8%) проходили по территории Средневолжского края, 1250 км (26,7%) по территории Горьковского края (в том числе по Чувашской АССР 288 км, по Удмуртской АО 140 км и по Марийской АО 94 км), 1003 км (21,5%) по территории Московской области. На Центрально-Чернозёмную область, Татарскую АССР, Ивановскую область, Уральскую область и Башкирскую АССР приходилось по 336, 263, 254, 131 и 43 километра соответственно.
МКЖД делилась на 8 эксплуатационных отделений (районов) с центрами в Москве, Казани, Муроме, Рязани, Рузаевке, Пензе, Мичуринске и Сызрани.
В 1936 году упразднена, бо́льшая часть МКЖД была разделена между Ленинской и Казанской железной дорогами; участки Сызрань — Инза и Сызрань — Кузнецк вошли в состав Куйбышевской железной дороги, а участки Арзамас — Горький и Муром — Ковров переданы Горьковской железной дороге.

## Начальники
- Мовчан-Кухарук, Яков Макарович (1922-1925).[5]
- Таллако, Павел Григорьевич (1925).[4]
- Поздеев (1931-?).[10]
- Кучмин, Иван Фёдорович (1933-1934/36).[12][8]

## Прочее
Железная дорога имела собственный печатный орган — „Известия Московско-Казанской железной дороги“.